# Juan de la Huerta
Juan de la Huerta (Daroca, 1413 - Mâcon, 1462?), fue un escultor de origen aragonés. La mayor parte de su obra la produjo en el ducado de Borgoña. Era una persona muy religiosa, de hecho, hay constancia de su frecuente asistencia a las procesiones y actos religiosos sevillanos en la etapa en la que el escultor residió en la capital andaluza.

## Datos biográficos
Juan de la Huerta, en francés: Jean de la Huerta, es un escultor de origen español del siglo XV que se mantuvo relativamente desconocido antes de finales del siglo XX. De hecho, sabemos muy poco sobre su biografía, mientras que, evidentemente, este artista tiene una personalidad de gran alcance que causará muchos problemas a sus patrocinadores: a veces deja su trabajo, "en busca" de oro, etc. 
Su apellido, su nombre y sus orígenes han sido un problema en la historiografía contemporánea: algunas obras históricas del siglo XIX, le presentan como oriundo de "Aveyron" o "Avignon". A día de hoy no se duda acerca de su origen aragonés. Del mismo modo, todavía se discute la asignación de ciertas obras (por ejemplo, los bajorrelieves que adornan la Capilla de los Corporales en Daroca). Después de haber realizado la mayoría de sus obras en Borgoña, su talento solo se reveló tardíamente, gracias a la exposición que dedicó el Museo de Bellas Artes de Dijon en 1972. Supuso un elemento importante en la evolución de la escultura borgoñona del siglo XV.
Un mito narra que en una de las estancias de Juan de la Huerta en Sevilla, su mujer concibió una enfermedad mortal, que ahora se sabe que es el equivalente al cáncer del siglo XXI. En su estancia, le rezaba todo el tiempo que podía al Cristo del Gran Poder, para que su mujer se recuperase, al mes de detectarle la enfermedad, en vísperas de Semana Santa, Juan fue a la iglesia, y le dijo “No te vuelvo a rezar ni dirigirme a tí, si quieres que te rece, búscame, y haz un milagro para llamarme la atención” Ese año, salió en procesión por primera vez el paso antecesor al actual Jesús del Gran Poder. Cuando iba en procesión el paso, Juan, muy religioso que era, no presenció la procesión, se puso a llover, y el único taller al aire libre cubierto que el Cristo cabía dentro, era el taller de Juan, así que tuvo que hospedarse allí, hasta que pasó la lluvia. La reacción de Juan, fue arrodillarse delante del Cristo, y lloró y le pidió perdón por su arrogancia. En cualquier caso, esa misma historia, siempre protagonizada por el Gran Poder, se repite con varios personajes más.

## El camino  de Borgoña
Entre 1439 y 1441, hay un primer rastro de Juan de la Huerta y sus producciones, con tumbas dolientes ordenadas por Louis de Chalon, príncipe de Orange, y de la abadía cisterciense de Mont-Sainte-Marie, en Granges-Sainte-Marie (cerca de Nozeroy en el condado de Borgoña). Un contrato del 8 de febrero de 1439 describe este encargo: "tres tumbas con tres plañideras". Este es, quizás, el principal motivo de la llegada del artista a la región. Formado en su propio país en el arte funerario de inspiración burgondo-flamenca, de la Huerta es considerado el "mejor imaginero" residente en Borgoña.

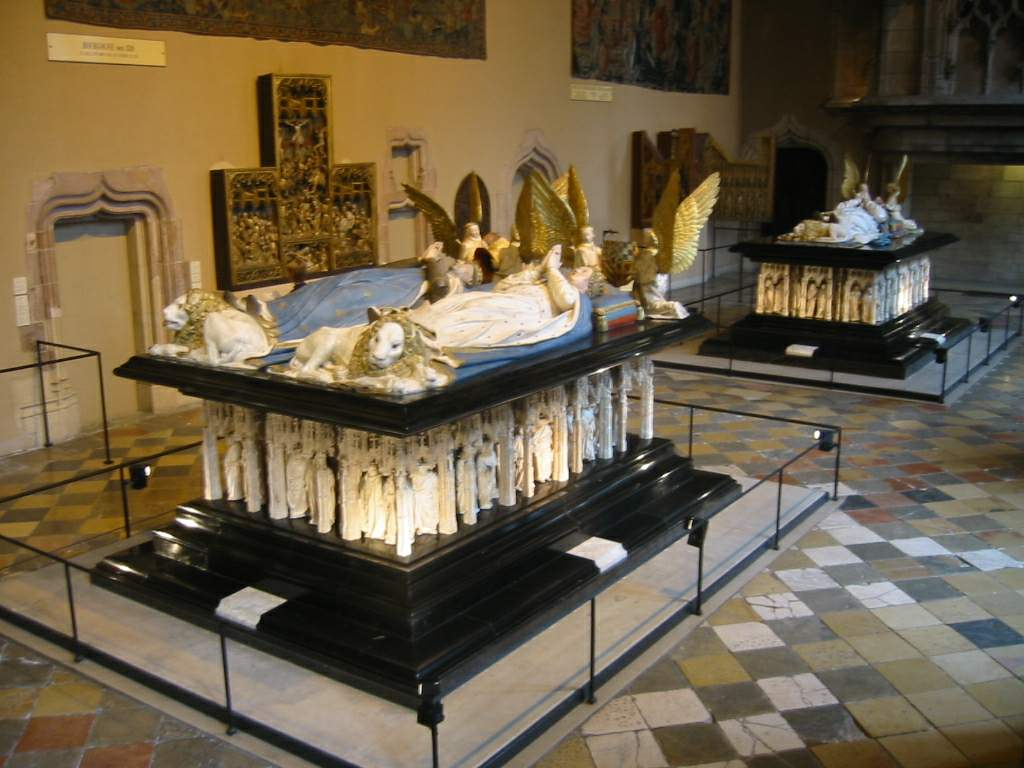
Tumba de Juan sin miedo y Margarita de Baviera realizada por Claus de Werve, Juan de la Huerta y Antoine Le Moiturier.

También en 1439, murió Claus de Werve dejando inacabada la tumba de Juan Sin Miedo (1371 - 1419) y de Margarita de Baviera (1363 - 1423) que había sido encargada por el duque de Borgoña Felipe el Bueno. Por la insistencia del personal de la Cámara de Cuentas, el duque contactó el 23 de mayo de 1443 con Juan de la Huerta instándole a completar el monumento en menos de cuatro años. El artista debe ajustarse al proyecto original, probablemente diseñado por Claus de Werve. El contrato especificaba que la tumba debía ser "tan buena o mejor y de la altura y longitud" que la de Felipe el Atrevido. Especificaba los materiales que debían ser empleados y aún no recogidos por Werve: mármol negro de Dinant (losa y base), alabastro de Salins (plañideras, arcadas y efigies tumbadas). 
Paralelamente, el escultor ofrece sus servicios en el resto del país de Borgoña (tanto ducado como condado). Diferentes libros de cuentas muestran que sigue trabajando al menos hasta 1462. En 1443, trabajó para el convento de las carmelitas de Chalon-sur-Saone. En noviembre de 1444, recibió un encargo para un retablo de la antigua iglesia de Saint-Jean de Dijon. El trabajo fue completado pero, en 1445, la iglesia fue remodelada, lo que lleva a la pérdida de la obra. Philippe Machefoing, vizconde-mayor (alcalde) de Dijon y consejero del duque, ordenó una capilla funeraria para sus padres, Monnot y su esposa, Juana de Courcelles, en la colegiata de Saint-Jean-Baptiste de la fortaleza ducal de Rouvres (1448). Alrededor de 1450, todavía se encuentra su marca, o la de sus discípulos de los talleres afiliados, en varias iglesias parroquiales, con numerosas figuras de la Virgen con el Niño. Juan de la Huerta también trabajó para la familia del canciller Nicolas Rolin en Autun, entre 1449 y 1450. También fue un "buscador de oro": obtuvo del duque la licencia para la explotación exclusiva de las "minas de oro, plata y azul" en Borgoña.

## Las dificultades y la huida
Sin embargo, parece que Huerta tuvo grandes dificultades para realizar el encargo ducal: rompió por dos veces los bloques de alabastro destinados a la talla de las efigies del tamaño de los fallecidos. Cansado o preocupado, huyó a Dijon a finales de diciembre de 1456 y se refugió o bien en Mâcon, o en Chalon, con sus antiguos patrones de los Carmelitas. En 1457, tuvo problemas con la vicaría judiciaria de Besançon por las tumbas de Mont-Sainte-Marie. Entonces se pierde su pista en Borgoña tras el 4 de febrero de 1462: estaba enfermo en Chalon. Fue Antoine Le Moiturier, un escultor de Aviñón, el encargado de continuar posteriormente la tumba ducal en 1461: terminó la escultura de los dolientes, y las figuras yacentes y los leones (1470). Mediante un contrato fechado el 4 de noviembre de 1466, también se ocupó de aclarar la contribución respectiva de los dos artistas anteriores. Parece que Juan de la Huerta realizó el mayor número de dolientes, los que tienen una actitud turbulenta y unos efectos en la vestimenta (remolinos de pliegues), creando una atmósfera turbulenta en el cortejo.
Posteriormente, se cree que Juan de la Huerta trabajó brevemente en Aviñón, donde realizó las estatuas de Santa Marta y San Lázaro.  Sin embargo, algunos historiadores sugieren una fecha anterior (1446) para esta estancia en la ciudad papal. Del mismo modo, algunos historiadores creen que regresó a Daroca, en donde sería responsable de los bajorrelieves que decoran la Capilla de los Corporales en esta ciudad. Una nueva investigación parece refutar parcialmente esta hipótesis: las esculturas son más antiguas y de la Huerta no habría participado, en todo caso en calidad de aprendiz a cargo de un escultor borgoñón con el que habría emprendido su camino a Dijon. No sabemos la fecha exacta de su muerte (1462?).

## Obras
Las tumbas de Mont-Sainte-Marie
Encargo de Louis de Chalon (1439), este conjunto de tres tumbas, a pesar de algunas vicisitudes, fue completado por el artista. Los inventarios las describen y Gilbert Cousin, secretario de Erasmus de Nozeroy, habla de ellas con admiración. El conjunto fue destruido durante la Revolución. Solo se conservan dos elementos: una plañidera con vestuario de abadesa (en el Museo del Louvre) y un león (en el Museo de Besançon).
La tumba de Juana de Montbéliard, en Lons-le-Saunier
Juana de Montbéliard, primera esposa de Luis de Chalon murió en 1445 y fue enterrada en la iglesia franciscana de Lons-le-Saunier. Su tumba, encargada por el príncipe (como las anteriores), no ha llegado a nuestros días. La tumba estuvo formada por un grupo de la Misericordia, ahora en la iglesia de Saint-Désiré, en la que se reconoce la mano de Juan de la Huerta. Con diez personajes, representa a la Virgen en el centro, el Cristo sobre las rodillas, rodeada por los testigos el portador del sudario. Hay similitudes con las figuras de las tumbas de Mont-Sainte-Marie.

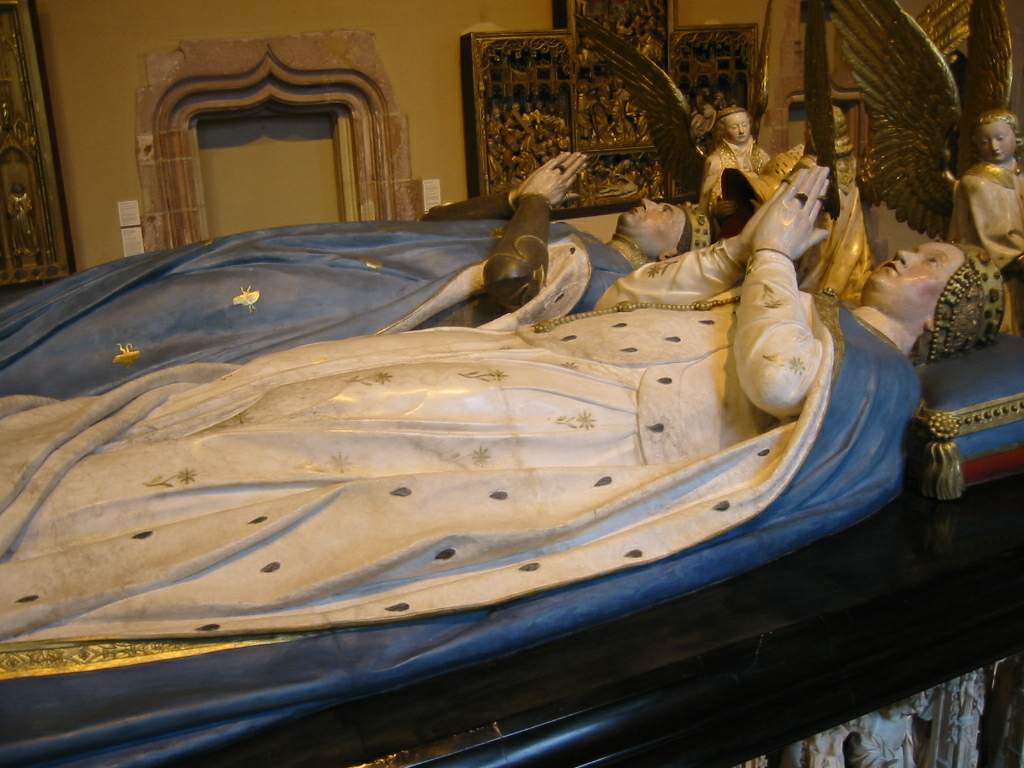

- La tumba de Juan sin miedo y Margarita de Baviera

Comenzada por Claus de Werve (fallecido en 1439), continuada de 1443 a 1456 por Juan de la Huerta, la tumba fue terminada por  Antoine le Moiturier de 1461 a 1470. El contrato de 1466 precisa la parte realizada por de la Huerta, las dos parejas de ángeles que se encuentran en el cabecero de los dos cuerpos tendidos así como la mayoría de los 41 dolientes. El estilo del artista estuvo influido por la escultura del maestro Claus Sluter, autor de la tumba de Felipe II de Borgoña, incluidos los ángeles que sostienen el casco del duque, diferenciados con un toque personal (los ángeles de la duquesa). En cuanto a los dolientes, son notables por el movimiento global y la vestimenta de los personajes.
- El retablo de Rouvres (capilla funeraria Machefoing)

Encargada en 1448 por Philippe Machefoing, el retablo, inspirado en el modelo del oratorio ducal de la Cartuja de Champmol, estaba formado por tres figuras: una Virgen con Niño ocupando la posición central y escoltada por san Juan Bautista y san Juan Evangelista. Aunque todavía próximo al modelo de Sluter, Juan de la Huerta comenzaba a mostrar su toque personal.
- Las estatuas de las iglesias borgoñonas

Muchas esculturas de la región muestran indicios de la participación en su ejecución del escultor Juan de la Huerta, como el san Juan Bautista de Gergy, en el convento de las Carmelitas de Chalon, y en la Virgen Rolin de Autun (iglesia Notre-Dame-du-Châtel, erigida en colegiata en 1450). También encontramos su huella en algunas iglesias de Borgoña, incluyendo las del Condado, sin saber si esta es la obra del maestro o de los seguidores de diferentes talleres afiliados. Se encuentran entre estas también: una Virgen con Niño, llamada Virgen de los Capuchinos, en Pesmes (iglesia Saint-Hilaire), una Virgen con Niño en Poligny (iglesia Saint-Hippolyte), una Virgen con Niño en Aiserey (iglesia Saint-Aubin), una Virgen con Niño en Auxonne (iglesia Notre-Dame), una santa Bárbara en Beaumont-sur-Vingeanne (iglesia Saint-Barthélémy) ... Una estatua en piedra que representa a Saint-Claude, obispo, procedente de la iglesia de La Grande-Verrière y ofrecida en 1966 por Mme Lagoute, al Museo Rolin.
- Las estatuas de Aviñón

Estatuas de santa Marta y de san Lázaro procedente de la iglesia de los Celestinos de Aviñón.
- Las obras españolas

La historiadora del arte María del Carmen Lacarra Ducay ha atribuido a Juan de la Huerta la autoría de la estatuilla (38 cm) de la Virgen del Pilar venerada en la Basílica de Nuestra Señora del Pilar de Zaragoza (realizada entre 1434 y 1443). Del mismo modo, Juan de la Huerta fue responsable de los bajorrelieves que decoran la Capilla de los Corporales de Daroca.